# Dia Mundial do Emoji
O Dia Mundial do Emoji (em inglês: World Emoji Day) é um feriado não oficial comemorado em 17 de julho. O dia é considerado uma "celebração global do emoji". O dia é celebrado anualmente desde 2014, sendo que a NBC informou que o dia foi o principal item de tendência do Twitter em 17 de julho de 2015.

## Origens
O Dia Mundial do Emoji é "uma criação de Jeremy Burge", segundo a CNBC, que afirmou que o "fundador da Emojipédia, com sede em Londres, o criou" em 2014. O The New York Times informou que Burge criou isso em 17 de julho "com base na maneira como o emoji do calendário é mostrado nos iPhones". No primeiro Dia Mundial do Emoji, Burge disse ao The Independent "que não havia planos formais" a não ser escolher a data. O The Washington Post sugeriu em 2018 que os leitores usem esse dia para "se comunicar apenas com emojis". Em 2016, o Google alterou a aparência do caractere Unicode U+1F4C5 📅 CALENDAR para exibir 17 de julho nos produtos Android, Gmail, Hangouts e Chrome OS.

## Anúncios
Desde 2017, a Apple usa cada Dia Mundial do Emoji para anunciar expansões futuras para a variedade de emojis no iOS. No Dia Mundial do Emoji de 2015, a Pepsi lançou o PepsiMoji, que incluía um teclado emoji e latas e garrafas personalizadas do Dia Mundial do Emoji da Pepsi. Estes foram lançados inicialmente no Canadá e expandidos para cem mercados em 2016.
Em 2016, a Sony Pictures Animation usou o Dia Mundial do Emoji para anunciar T. J. Miller como o primeiro membro do elenco do filme Emoji. O Google lançou "uma série de novos emoji que incluem mulheres de diferentes origens", e a Emojipédia lançou o primeiro Prêmios Mundiais de Emoji. Outros anúncios do Dia Mundial do Emoji em 2016 vieram da Disney, General Electric, Twitter e Coca-Cola. A Royal Opera House de Londres apresentou 20 óperas e balés em forma de emoji. O Google anunciou o fim de seus "emojis de bolhas" e os vencedores dos Prêmios Mundiais de Emoji foram anunciados no pregão da Bolsa de Valores de Nova Iorque e transmitidos na Cheddar.
Em 2018, a Kim Kardashian lançou sua linha de fragrâncias Kimoji no Dia Mundial do Emoji. A Apple visualizou novos designs de emoji, incluindo ruivas e substituiu fotos executivas em sua página de liderança corporativa por emojis. O Google anunciou o retorno de "emojis de blob" em forma de adesivo, e o Facebook anunciou que "700 milhões de emojis são usados nas postagens do Facebook todos os dias". No Dia Mundial do Emoji em 2019, o prêmio de O Novo Emoji Emoji Mais Popular foi anunciado como o Rosto Sorridente com Corações.
Em 2020, o novo Emoji mais popular foi anunciado como o Coração Branco no The Morning Show da Austrália. A Microsoft usou o Dia Mundial do Emoji de 2021 para visualizar uma revisão do conjunto de emojis do Windows usando o Fluent Design System pela primeira vez. O Facebook usou o Dia Mundial do Emoji de 2021 para anunciar os Soundmojis; já o Google revelou uma solução para atualizações mais rápidas de emojis no Android, e a Emojipédia revelou exemplos de imagens para a lista de rascunhos de emojis mais recente.

## Eventos
Maggie Gyllenhaal, Andrew Rannells e Olivia Palermo participaram do evento Tapete Vermelho dos Prêmios Mundiais de Emoji da Pepsi em 2016. Em 2017, Paula Abdul, Maya Rudolph, Liam Aiken, Jeremy Burge e Fern Mallis apareceram no Tapete Vermelho dos Prêmios Mundiais de Emoji na Saks Fifth Avenue. O Empire State Building foi iluminado em "amarelo emoji" para o Dia Mundial do Emoji em 2017, e o Sino de Fechamento da Bolsa de Valores de Nova Iorque foi tocado por Jake T. Austin, do filme Emoji e por Jeremy Burge, da Emojipédia. Um recorde mundial do Guinness foi tentado em Dubai no Dia Mundial do Emoji em 2017 para o "maior encontro de pessoas vestidas como emojis".
Um novo musical Emojiland estreou off-Broadway na cidade de Nova Iorque no The Acorn Theatre no Dia Mundial do Emoji em 2018 como parte do Festival Musical de Nova Iorque. Em 2019, a Biblioteca Britânica organizou um evento no Dia Mundial do Emojis com o presidente da Unicode, Mark Davis, e o fundador da Emojipédia, Jeremy Burge, discutindo o futuro dos emojis e o Museu Nacional de Cinema de Turim lançou a exposição #FacceEmozioni 1500-2020: From Physiognomy to Emojis, também em 17 de julho daquele ano.

## Nas notícias
Em 2016, o Twitter observou que a ministra das Relações Exteriores da Austrália, Julie Bishop, compartilhou seu aniversário com o Dia Mundial do Emoji.
Em 2017, o presidente da Câmara dos Estados Unidos, Paul Ryan, divulgou um vídeo no Dia Mundial do Emoji alegando que "enlouquece com emojis", sendo que posteriormente foi amplamente criticado.
Em 2018, a Adweek informou que as postagens nos meios de comunicação social do Departamento de Defesa, Exército e Marinha dos Estados Unidos pareciam "um ajuste estranho para as alegrias joviais" do Dia Mundial do Emoji, enquanto outros veículos chamavam isso de "esquisito" e "a mais terrível 'bastardização' de um emoji".
Em 2021, a Tourism New Zealand usou o Dia Mundial do Emoji para promover o conceito de um emoji de kiwi.